# Kurmainzisches Schloss (Tauberbischofsheim)

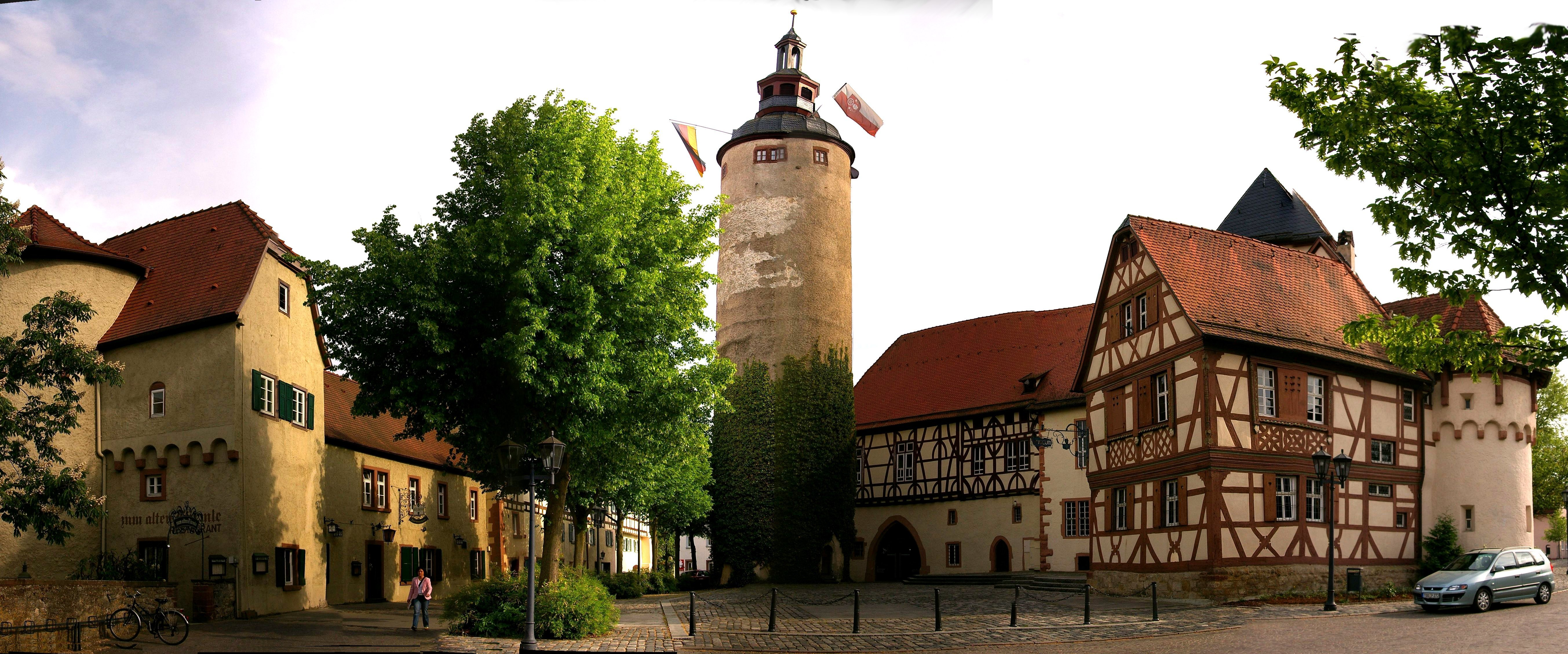
Kurmainzisches Schloss Tauberbischofsheim
mit Türmersturm und Tauberfränkischem Landschaftsmuseum

Das Kurmainzische Schloss Tauberbischofsheim (auch Schloss Tauberbischofsheim, ehemalige Burg bzw. Stadtburg in Bischofsheim) in Tauberbischofsheim im Main-Tauber-Kreis hat seinen Ursprung in einer mittelalterlichen Stadtburg aus dem 13. Jahrhundert, von der heute nur noch der Bergfried, genannt Türmersturm, erhalten ist. Im 16. Jahrhundert ersetzte man die Burg durch das kurmainzische Schloss, das den Türmersturm von allen Seiten her einrahmt. Das Schloss diente als Sitz der erzbischöflichen Amtmänner des Mainzer Kurstaates und beherbergt heute das Tauberfränkische Landschaftsmuseum.

## Geschichte

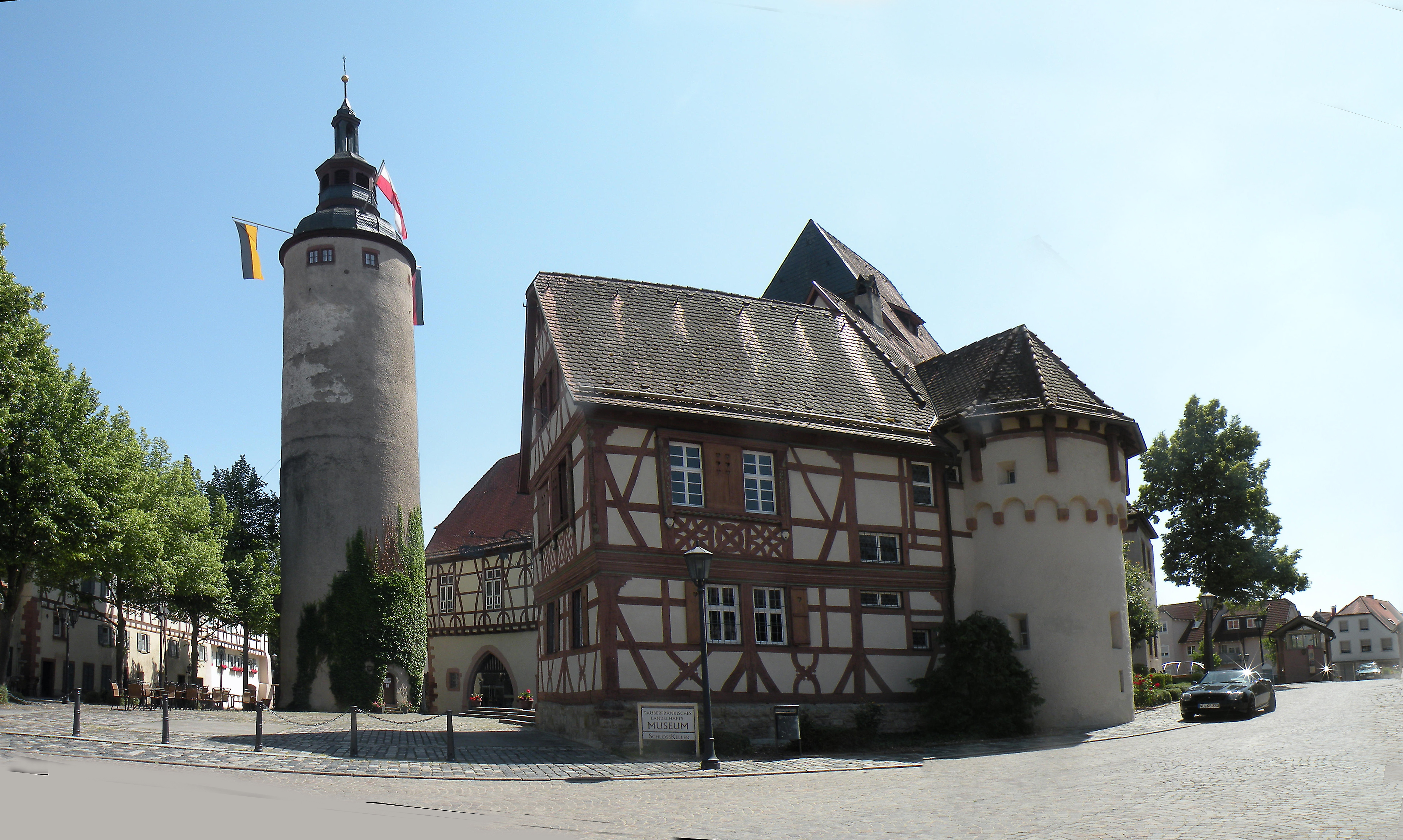
Blick auf das kurmainzische Schloss mit Türmersturm (2014)

Im 13. Jahrhundert wurde das kurmainzische Schloss Tauberbischofsheim als ehemalige Stadtburg errichtet. Im 16. Jahrhundert wurde die ehemalige Stadtburg durch das kurmainzische Schloss ersetzt, das den erzbischöflichen Amtmännern von Kurmainz bis 1803 als Sitz diente. Der Baustil des 16. Jahrhunderts lässt sich am großzügig angelegten Hof und anhand zahlreicher Verzierungen erkennen. Seit dem 19. Jahrhundert liegt das Schloss mitten in der gewachsenen Stadt Tauberbischofsheim in Zentrumsnähe.

## Anlage

### Ehemalige Stadtburg
Von der ehemaligen Stadtburg aus dem Mittelalter ist noch der Türmersturm als ehemaliger Bergfried erhalten. Die Stadtburg lag an der südlichsten Stelle der früheren Stadtmauer in einer strategisch guten Lage in der Nähe der Mündung des Brehmbachs in die Tauber. Aus dem 28 Meter hohen Türmersturm konnte von hier die Umgebung überwacht werden. Der frühere Eingang des Turms liegt in etwa 8 Metern Höhe und die Außenmauern sind etwa 2 Meter dick. Aufgrund der runden Form des Turms wird auf einen späteren Anbau geschlossen.
Früher war die Stadtburg vermutlich dreieckig angelegt und besaß zur Stadt hin einen wassergefüllten Graben. Dieser Graben, der Türmersturm und zwei weitere erhalten gebliebene runde Wehrtürme im Nordwesten und im Nordosten dienten zur Verteidigung der Stadt. Der Graben wurde später eingeebnet und bildete den Schlossplatz. Im Süden existieren Mauerreste anderer Gebäude sowie ein Verbindungsstück der früheren Stadtburg mit der ehemaligen Stadtmauer. Im Nordwesten befindet sich ein alter Ausgang, der direkt auf die Stadtmauer führte.

### Kurmainzisches Schloss
Der Umbau zum Schloss und dessen Baustil des 16. Jahrhunderts lässt sich am großzügig angelegten Hof und anhand zahlreicher Verzierungen erkennen, beispielsweise ein Altarerker an der Hoffassade des Schlosses sowie zahlreiche Eckquader. Fachwerkhäuser umrahmen die Steinbauten des Schlosses, die sich daneben auch an einen höher gelegenen Schlossteil und die Stadtmauer anlehnen. Aus Fachwerk wurde auch der Schlossbau selbst aus der ehemaligen Stadtburg teilweise aufgebaut.

Ansichten des kurmainzischen Schlosses Tauberbischofsheim mit Türmersturm und Tauberfränkischem Landschaftsmuseum
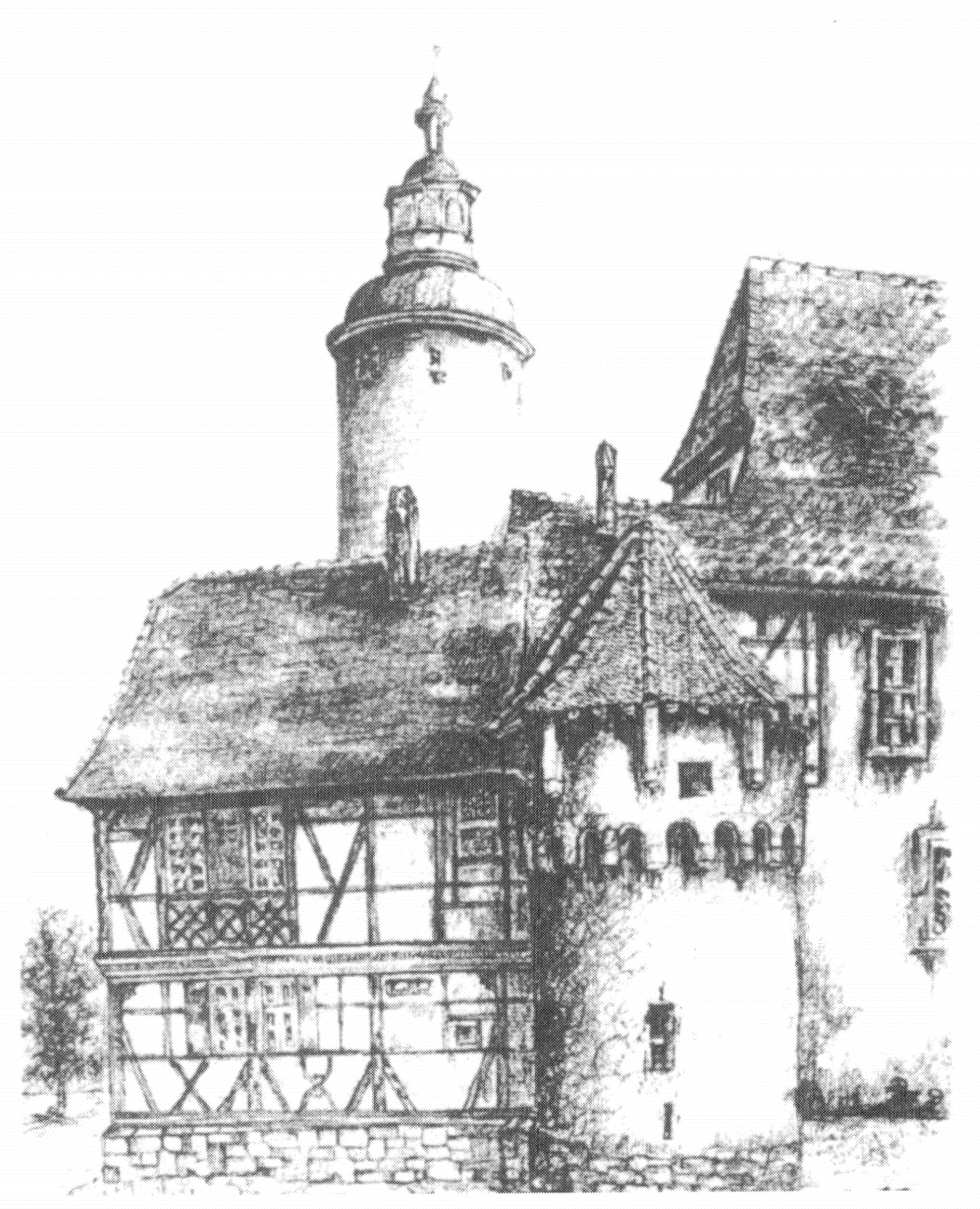
Das kurmainzische Schloss in der Kunst nach einer Zeichnung des Tauberbischofsheimer Ehrenbürgers Hugo Pahl
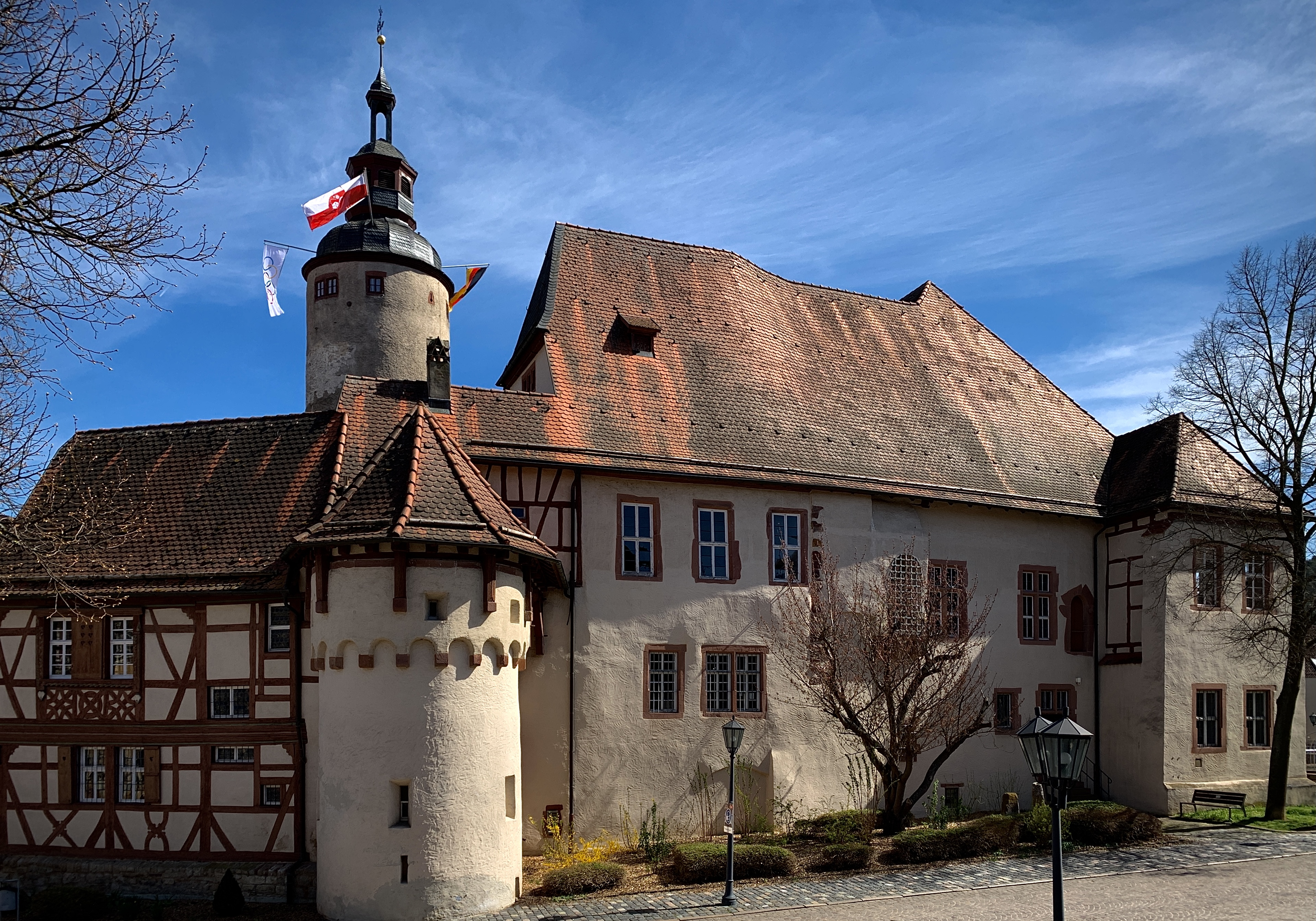
Südostansicht des Kurmainzischen Schlosses
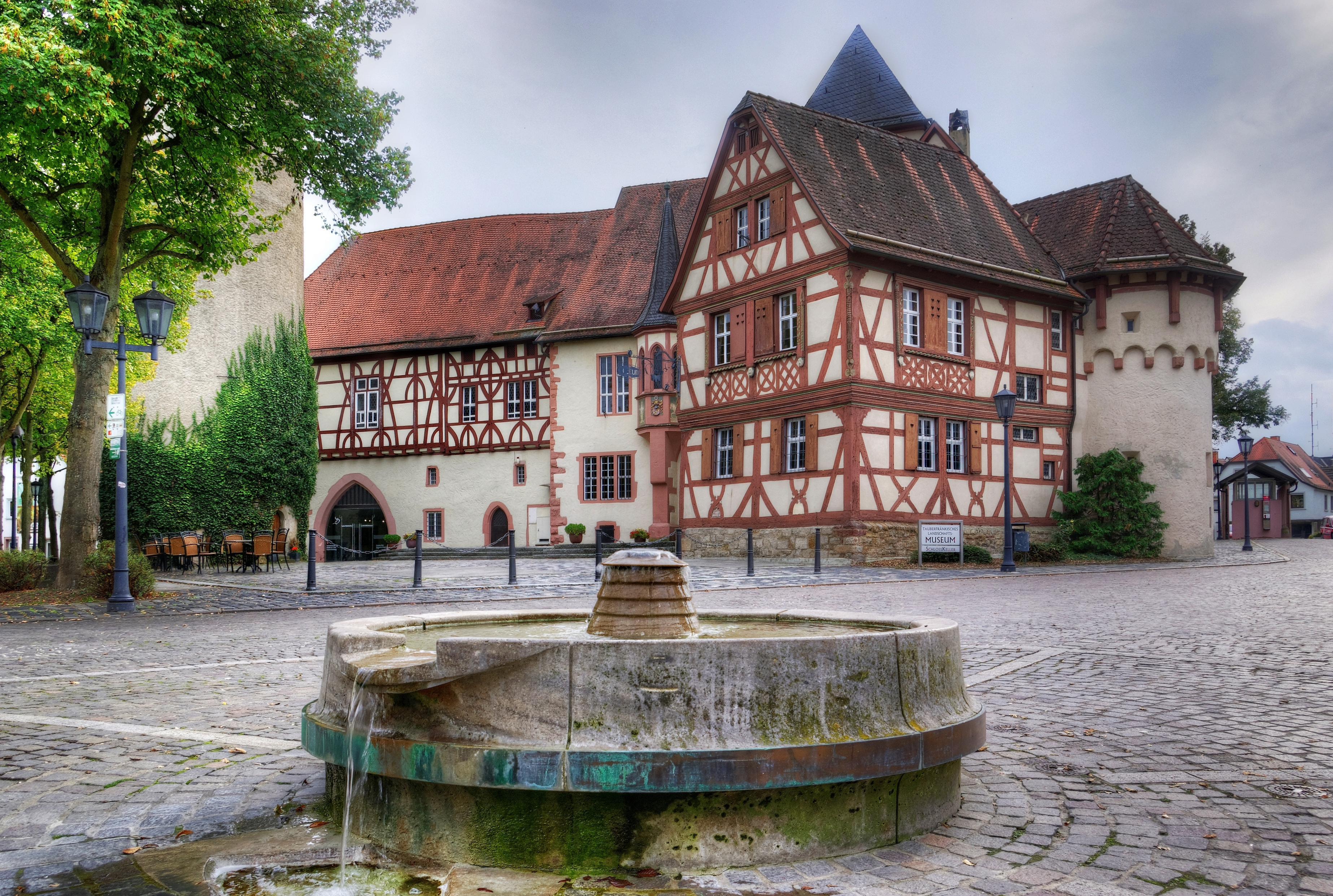
Ein Blick über den Schlossplatz mit dem  Schloss im Hintergrund
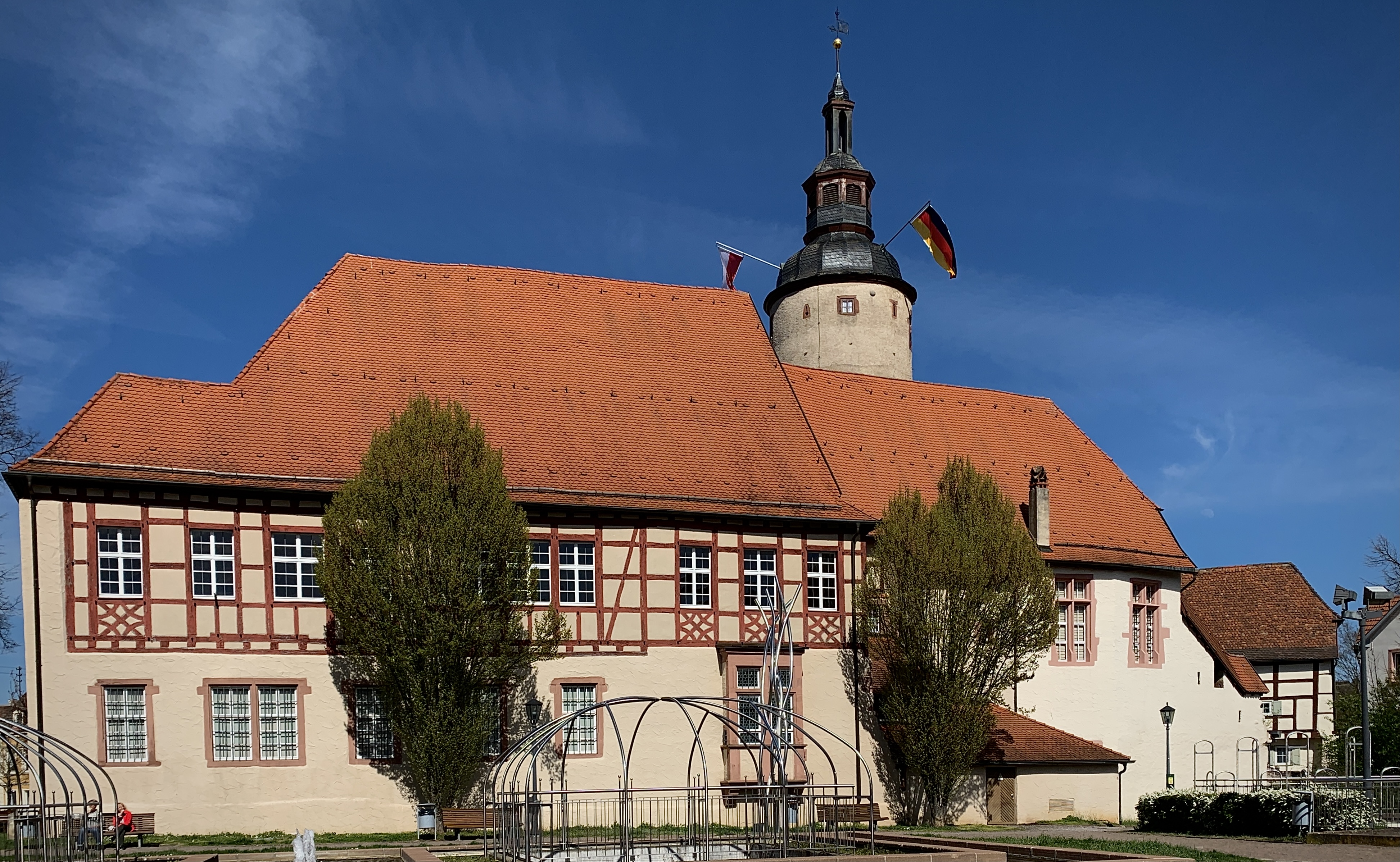
Nordostansicht des Kurmainzischen Schlosses
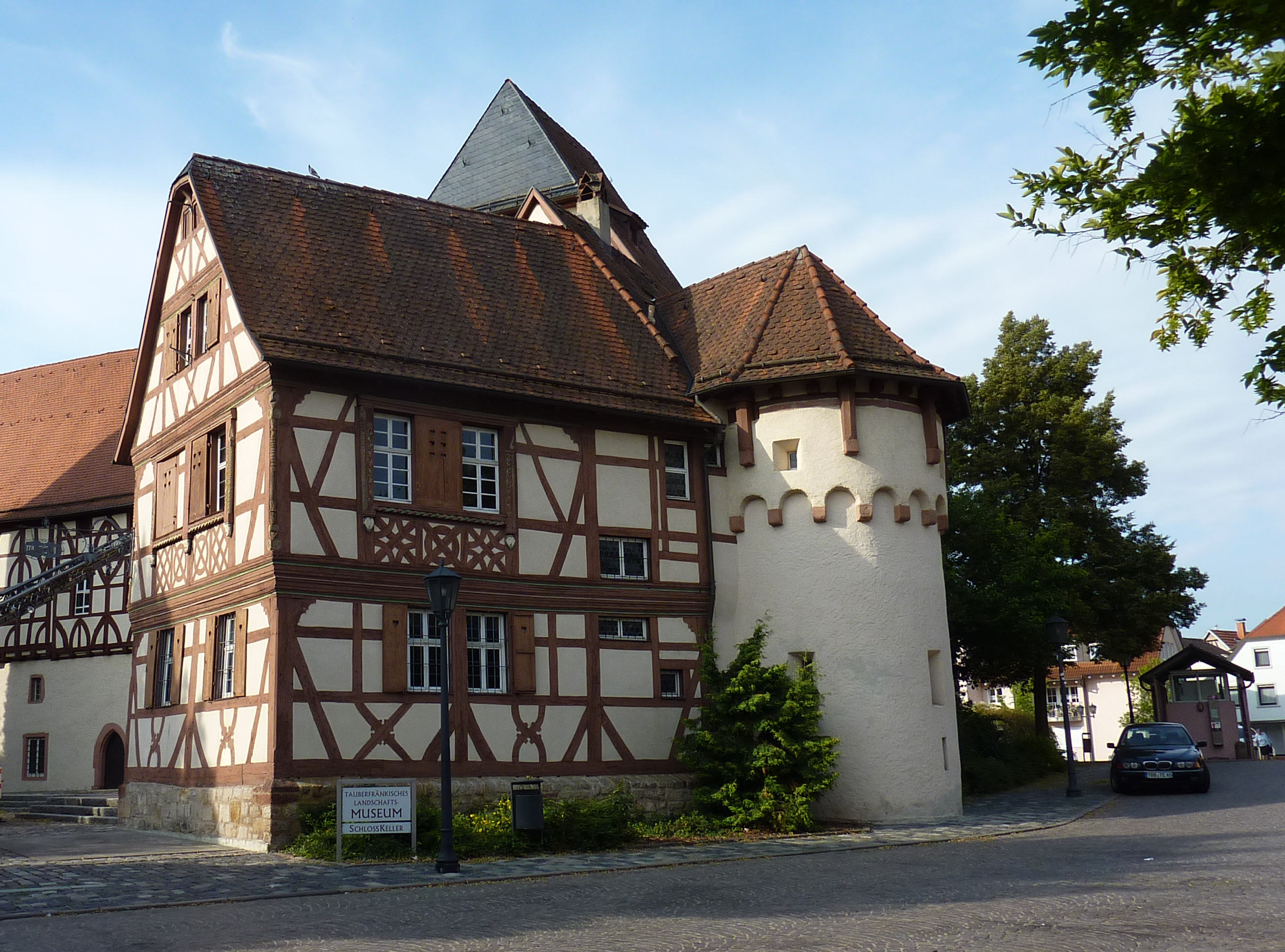
Teile des Tauberfränkischen Landschaftsmuseums, links das sogenannte Jägerhaus aus der Renaissance (um 1600), rechts ein romanischer Turm (um 1200)
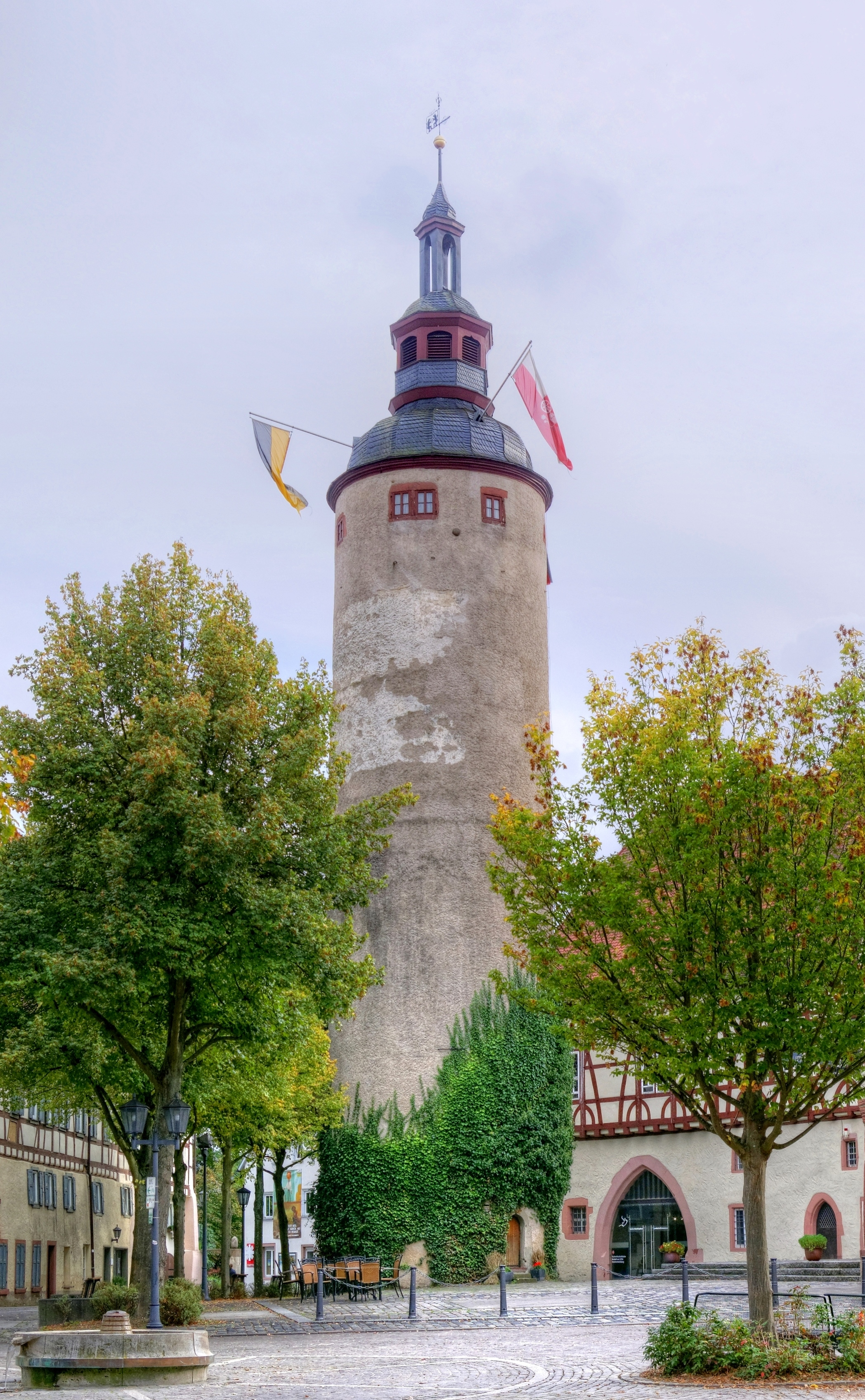
Der Türmersturm der ehemaligen Stadtburg, Wahrzeichen der Stadt Tauberbischofsheim
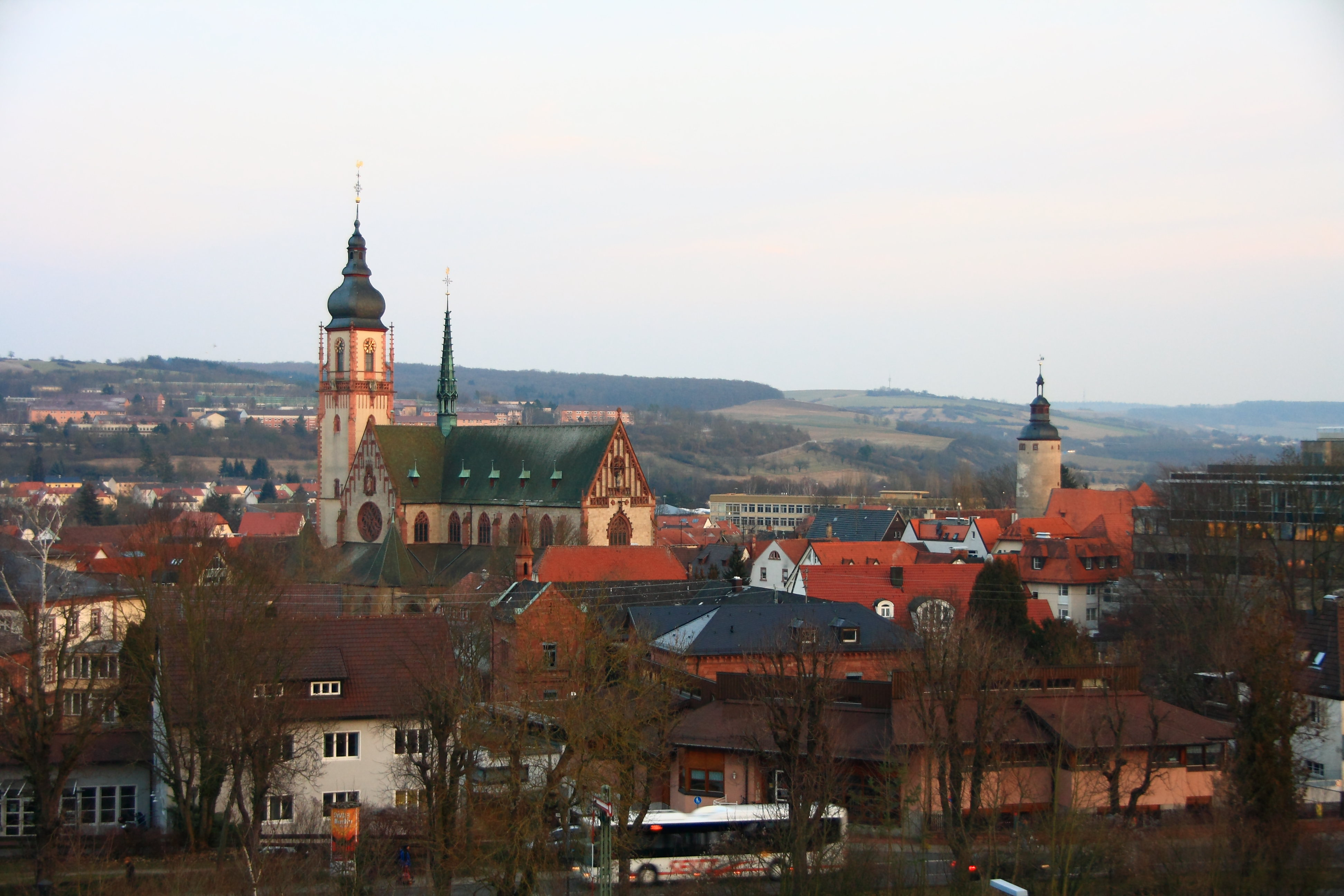
Blick über die Tauberbischofsheimer Altstadt mit dem Türmersturm im Hintergrund

## Nutzung

### Frühere Nutzung

#### Amtssitz der Amtsmänner von Kurmainz
Das Schloss diente als Amtssitz der erzbischöflichen Amtsmänner. Bereits 1237 wurde Tauberbischofsheim von Kaiser Friedrich II. an Kurmainz als Lehen gegeben und verblieb dort bis 1803.

#### Handelslehranstalt Tauberbischofsheim

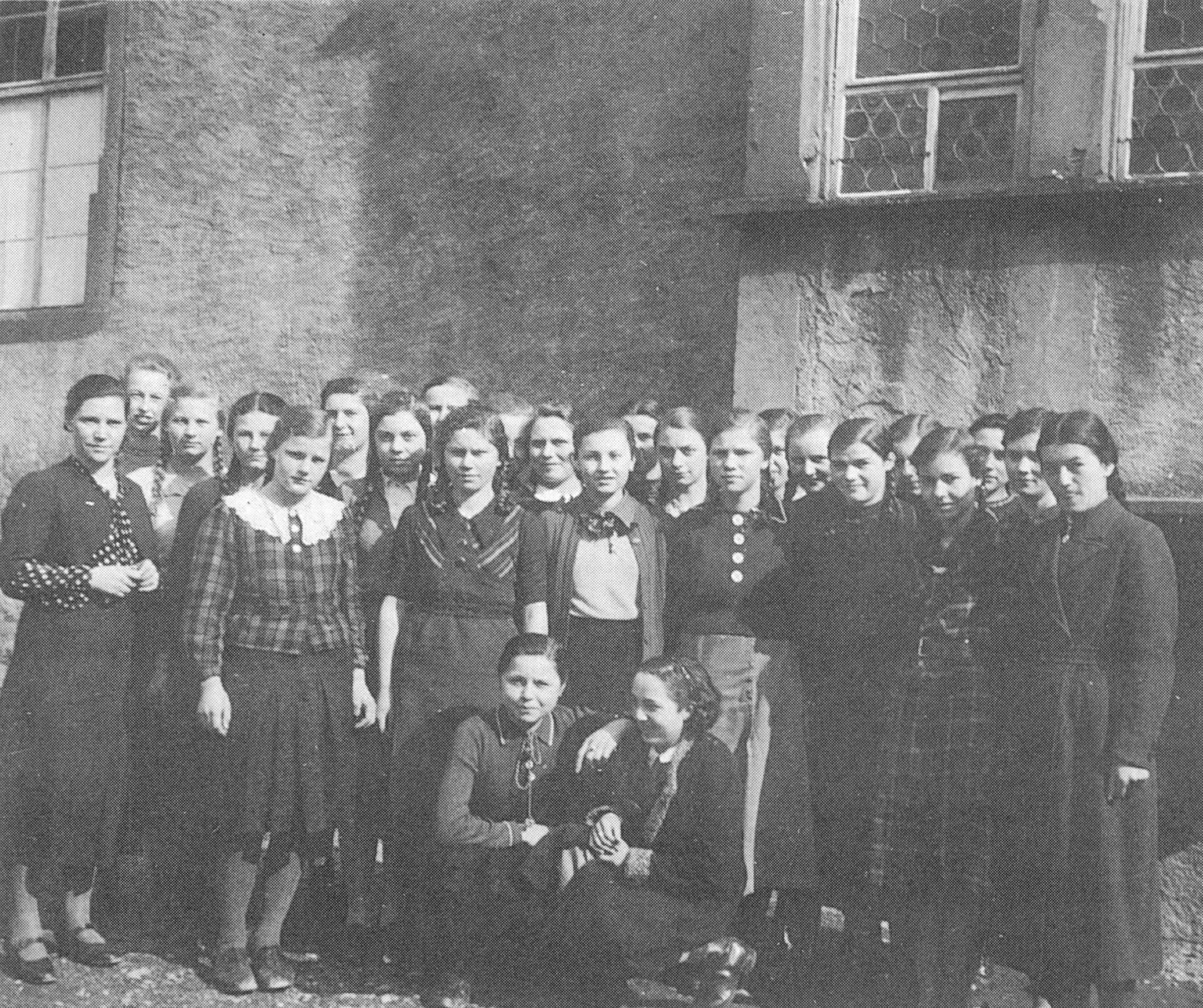
Schülerinnen der ersten Klasse der Höheren Handelsschule 1937/38 vor dem Schloss

Das Schloss beherbergte ab dem 9. April 1937 mit der Eröffnung einer Höheren Handelsschule – eine Vorgängerschule der Kaufmännischen Schule Tauberbischofsheim – eine zweizügige Handelslehranstalt. Das Gebäude diente während der Zeit des Nationalsozialismus jedoch nicht nur schulischen Zwecken: Unter anderem war die NSDAP-Ortsgruppe Tauberbischofsheim, die am 1. September 1931 im Gasthaus „Zur Bretze“ gegründet wurde, im Schloss untergebracht. Mit dem Beginn des Zweiten Weltkrieges wurde 1939 der Schulbetrieb eingestellt.
Mit einer Sondergenehmigung durch die amerikanische Militärregierung war die Höhere Handelsschule Tauberbischofsheim die erste kaufmännische Schule in ganz Nordbaden, die ab Herbst 1945 wieder unterrichten durfte. 1957 verließ die Handelslehranstalt das Schloss, nachdem ab 1956 in der Dr.-Philipp-Adam-Ulrich-Straße ein Neubau der Handels- und Höheren Handelsschule mit Gemeinschaftshaus erstellt und 1957 eingeweiht worden war.

### Heutige Nutzung

#### Tauberfränkisches Landschaftsmuseum
Seit 1970 befindet sich das Tauberfränkische Landschaftsmuseum im Schloss. Die Museumsausstellung ist auf 17 Räume verteilt.

#### Tauberbischofsheimer Weihnachtsmarkt

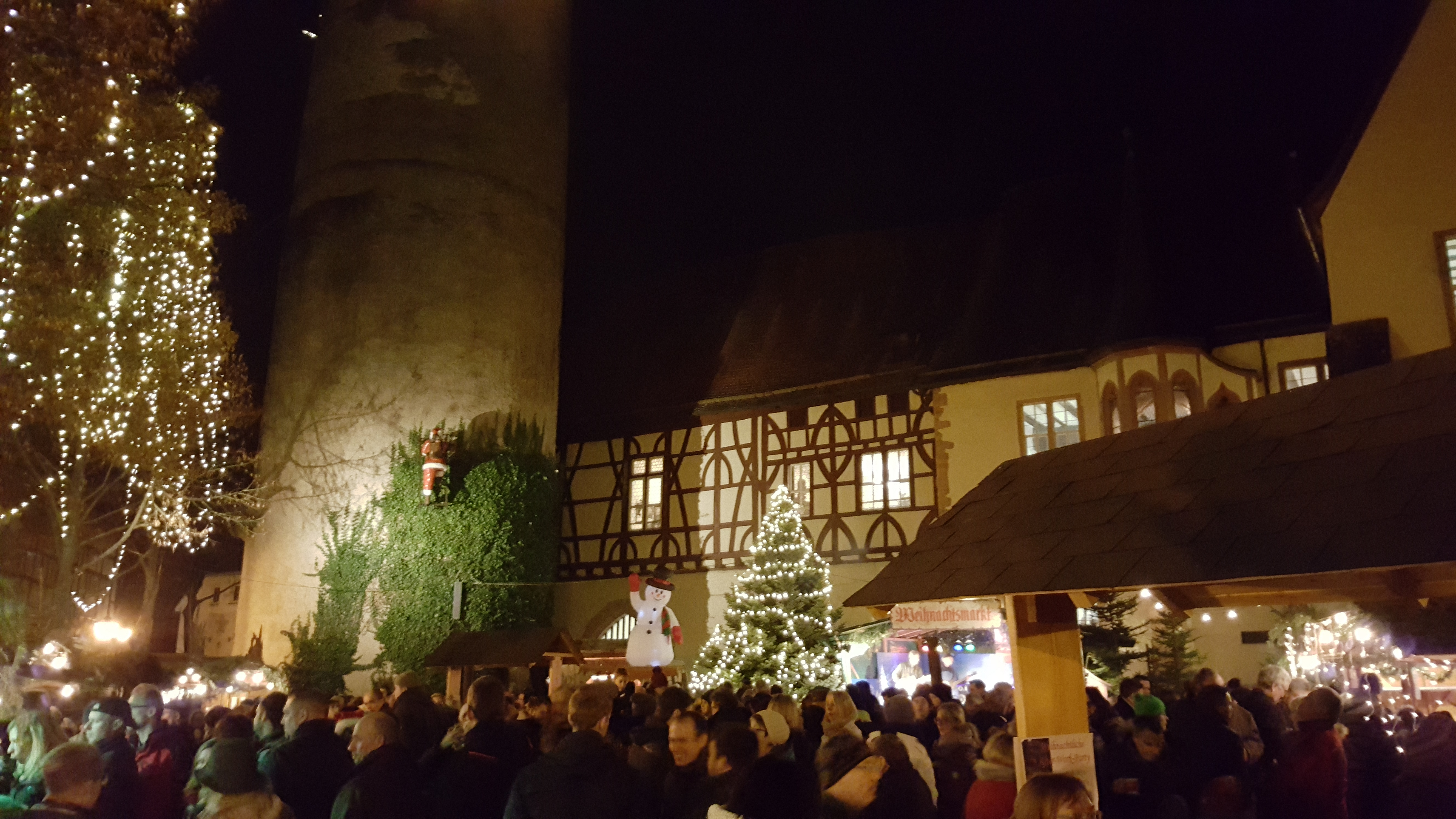
Der Tauberbischofsheimer Weihnachtsmarkt vor dem Schloss (2016)

Seit 1995 findet der traditionsreiche Tauberbischofsheimer Weihnachtsmarkt an zwei Adventswochenenden, jeweils von freitags bis sonntags, auf dem Schlossplatz und im Schlosskeller statt. Zuvor wurde der Weihnachtsmarkt von 1983 bis 1994 auf dem Marktplatz veranstaltet. Vor der historischen Kulisse des Schlosses bieten die Aussteller verschiedene kulinarische und regionale Köstlichkeiten sowie handgearbeitete Weihnachtsartikel an. Auf einer Bühne am Schlossplatz wird von verschiedenen Tauberbischofsheimer Musik- und Gesangvereinen täglich ein musikalisches Rahmenprogramm geboten. Daneben spielen die „Turmbläser“ gelegentlich deutsche Weihnachtslieder vom Türmersturm, dem Tauberbischofsheimer Wahrzeichen, der sich auf dem Gelände des Weihnachtsmarktes befindet.
Während des Weihnachtsmarktes steht tageweise das Tauberfränkische Landschaftsmuseum im Schloss zur Besichtigung offen. Der rustikal eingerichtete Schlosskeller sowie das Jägerhäuschen im Schloss sind ebenfalls für Besucher geöffnet.

#### Open-Air-Kino
Seit 2004 findet einmal jährlich im Juli ein Open-Air-Kino auf dem Schlossplatz vor dem Türmersturm statt, das vom Rotary Club Tauberbischofsheim in Zusammenarbeit mit dem Filmtheater Badischer Hof veranstaltet wird. Dabei werden innerhalb einer Veranstaltungswoche von Mittwoch bis Sonntag fünf verschiedene Kinofilme gezeigt.

Open-Air-Kino vor dem Schloss
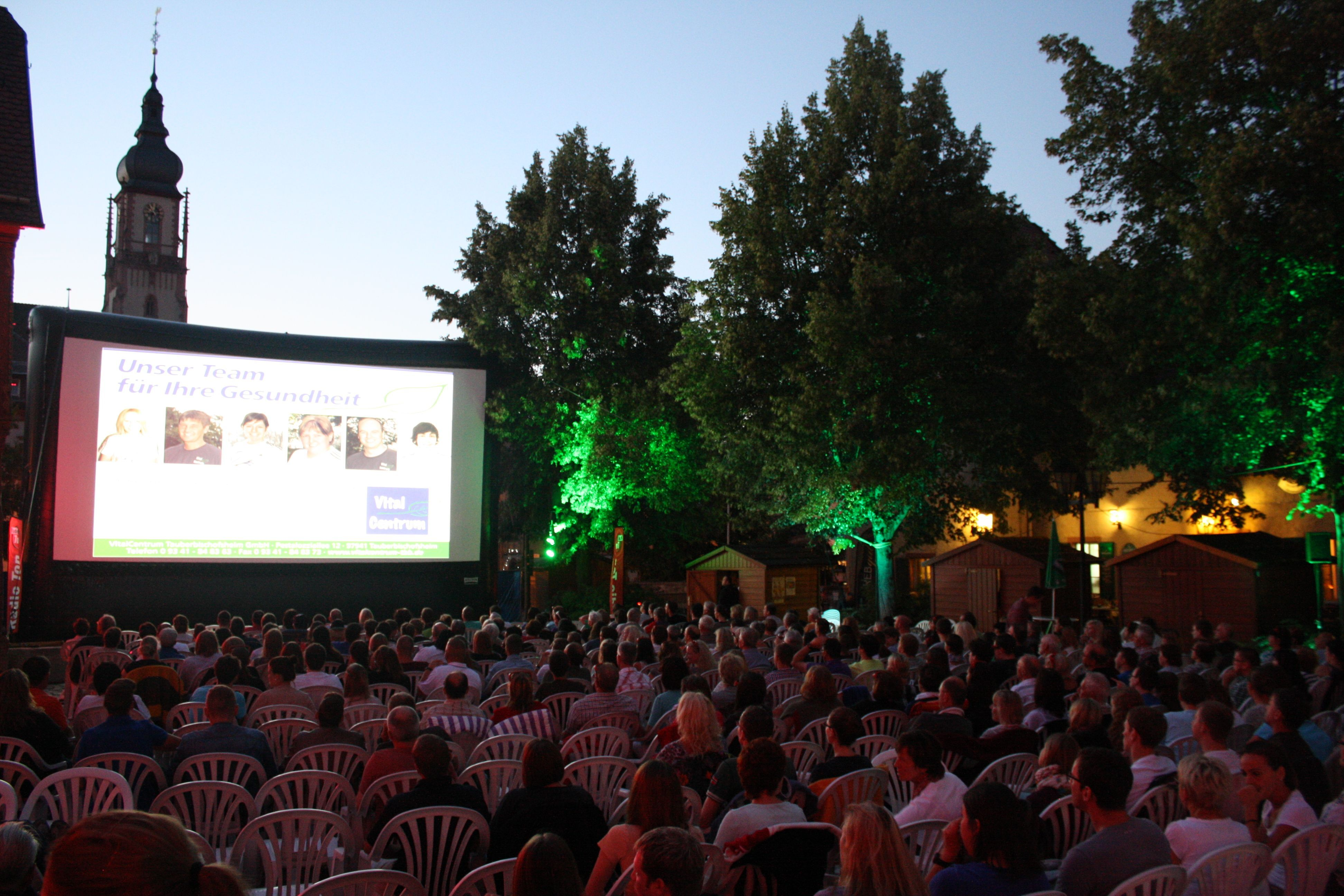
2013
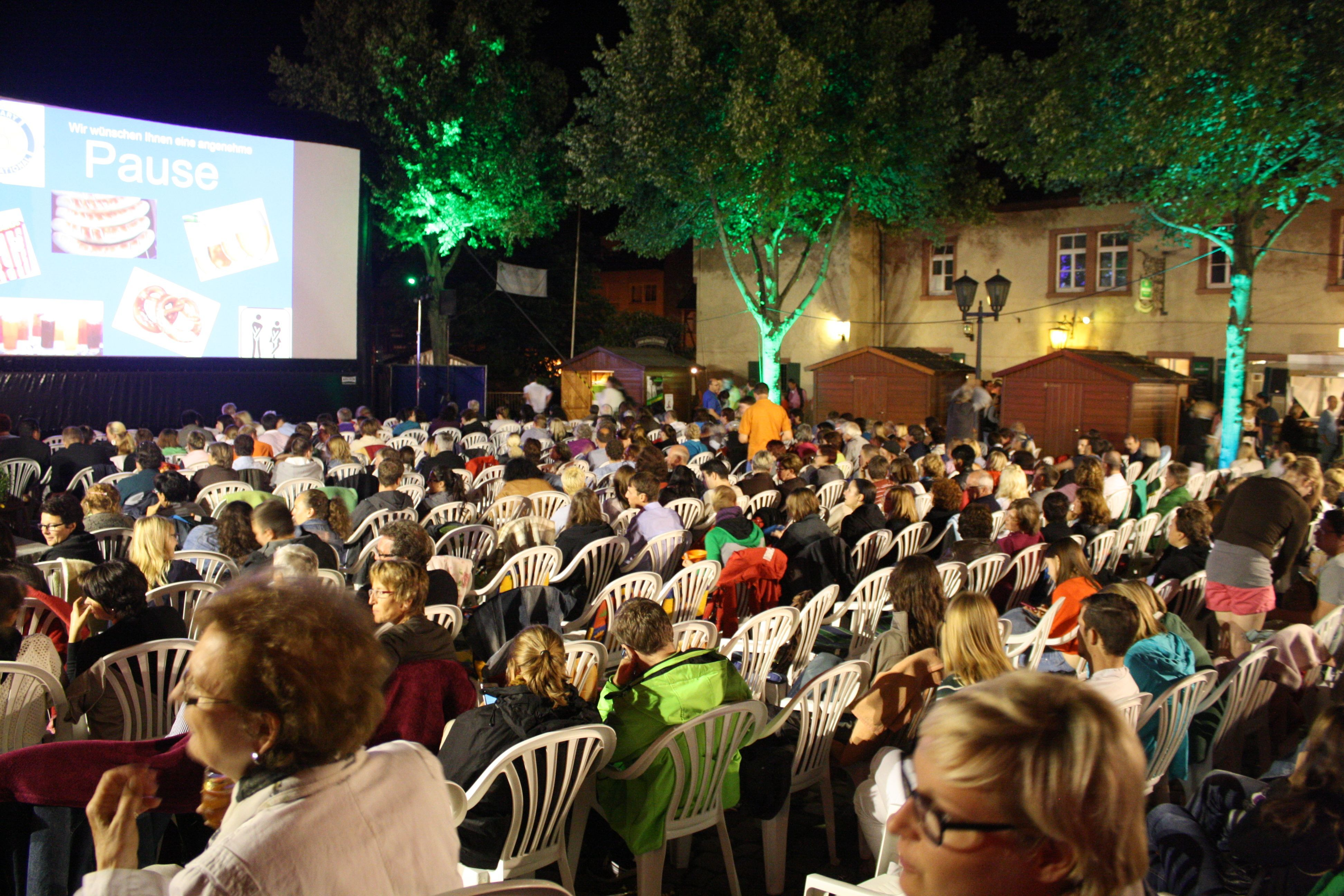
2014
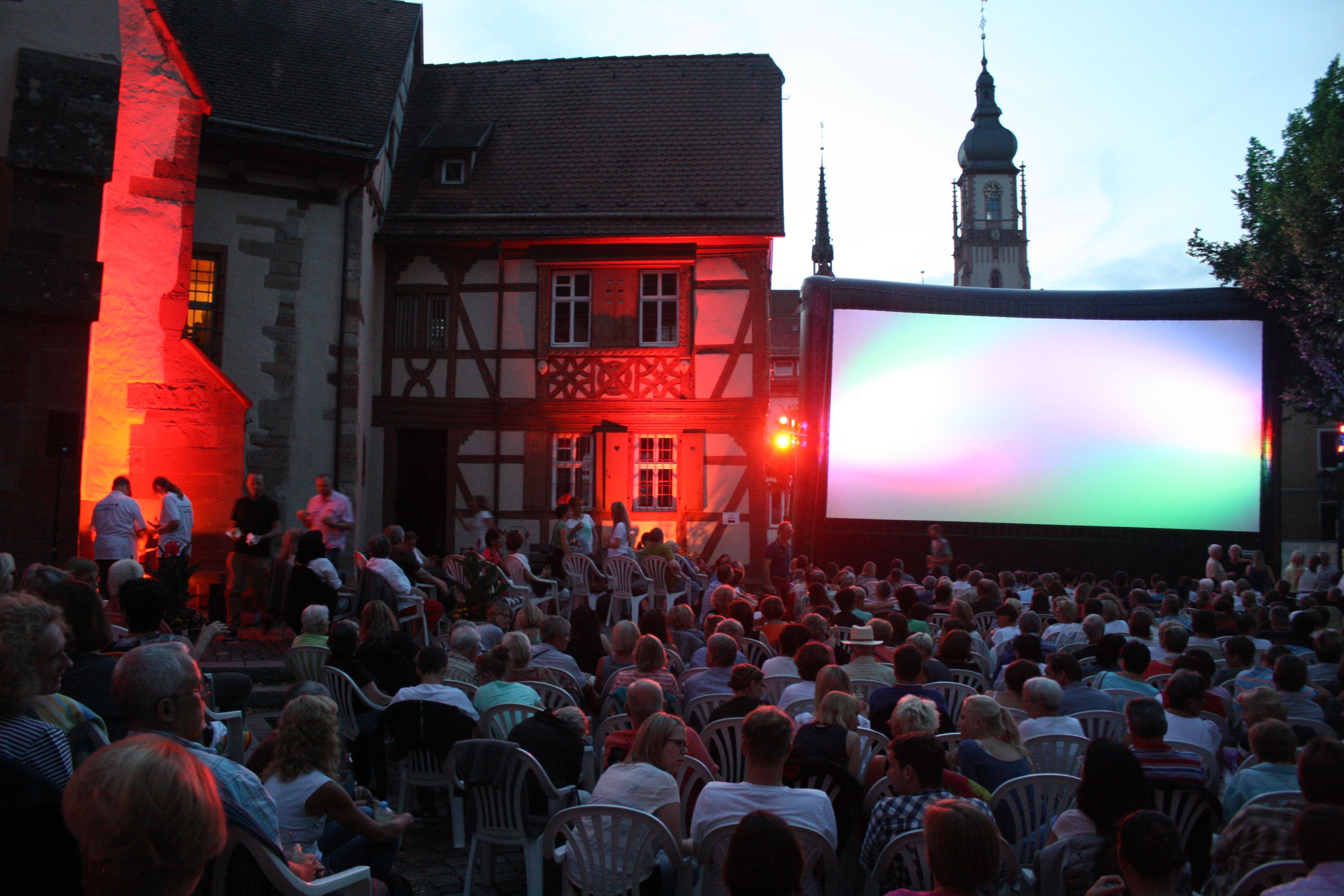
2015